# Carl Törnbom
Carl Törnbom, född 30 maj 1785 i Örtomta socken, Östergötlands län, död 6 februari 1860 i Skärkinds socken, Östergötlands län, var en svensk organist och klockare i Örtomta församling och Skärkinds församling. Han arbetade även som klavikordbyggare (även hammarklaver), lutbyggare, snickare och orgelreparatör.

## Biografi
Carl Törnbom föddes 30 maj 1785 på Skallborg i Örtomta socken, Östergötlands län. Han var son till handskmakarmästare Magnus Törnbom och Brita Ingemarsdotter Berggren. År 1795 flyttade Törnbom till Västra Eneby socken. Han flyttade 1798 han hem till sina föräldrar på Skallborg. Törnbom flytta 1801 till Åtvids socken. Törnbom blev 1805 klockare och organist i Svinstads församling. Han blev 1821 klockare och organist i Skärkinds församling. Han avled av slag den 6 februari 1860 på Klockargården i Skärkinds socken. Vid Törnboms död ägde han 2 psalmodikon, 2 klaver, 1 pianostomme, 3 fioler (varav en med låda), 1 basfiol med en låda och fiolstråkar. Även en snickarverkstad nämns.

### Familj
Törnbom gifte sig första gången 27 februari 1807 med Christina Duræa (1770–1828). Hon var dotter till kontraktsprosten Erik Duræus och Hedvig Wichman i Tryserums socken. De fick tillsammans barnen Hedvig Carolina (1808–1808), Hedvig Carolina (född 1810),  Wilhelmina Lovisa (1812–1813) och Wilhelmina (1815–1820).
Törnbom gifte sig andra gången 20 mars 1829 i Ödeshögs socken med traktörskan Vendla Håhl (1779–1841) vid Ödeshögs gästgivargård. Hon var dotter till Johan Håhl och Catharina Heden i Rogslösa socken.
Törnbom gifte sig tredje gången 23 januari 1844 i Mogata socken med Margareta Carolina Hagberg (1785–1860).

## Orgelverk
| År   | Ursprunglig kyrka | Stift      | Bild | Manualer | Pedal | Stämmor | Bevarad orgel/fasad | Övrigt |
| ---- | ----------------- | ---------- | ---- | -------- | ----- | ------- | ------------------- | --- |
| 1837 | Skärkinds kyrka   | Linköpings |      |          |       | 6 1/2   | Nej/Nej             | Satte upp, tillsatte och förändrade en orgel i kyrkan. Tog hjälp av det lilla orgelverket som fanns i gamla kyrkan. En av orglarna han använde var från början byggd av Carl Björling för Björsäters kyrka. En ny orgel byggdes 1899 av E A Setterquist & Son, Örebro. |

## Utmärkelser
Vid hans död nämns tre silvermedaljer.
- Medalj för konstflit. Fick den för sin skicklighet som instrumentmakare och organist/klockare.
- Stora vaccinationsmedaljen.

### Fotnoter
1. 1 2 3  Sveriges dödbok 1830–2020, åttonde utgåvan, Sveriges Släktforskarförbund, november 2021, läst: 20 november 2022.[källa från Wikidata]
2. ↑  läs online, www.klaverenshus.se , läst: 7 augusti 2021.[källa från Wikidata]
3. ↑  läs online, www.klaverenshus.se , läst: 8 augusti 2021.[källa från Wikidata]
4. ↑  Örtomta (E) C:2 (1688-1789) Sida: 97
5. ↑  Örtomta (E) AI:5 (1792–1798) Sida: 181–182
6. ↑  Örtomta (E) AI:6 (1798–1805) Sida: 116
7. ↑  Bankekind (E) AI:1 (1807–1815) Sida: 204, 362
8. ↑  Bankekind (E) AI:3 (1816–1822) Sida: 242
9. ↑  Skärkind (E) AI:7 (1819–1828) Sida: 112
10. ↑  Skärkind (E) AI:8 (1829–1835) Sida: 127
11. ↑  Skärkind (E) AI:9 (1835–1840) Sida: 133
12. ↑  Skärkind (E) AI:10 (1840–1845) Sida: 133
13. ↑  Skärkind (E) AI:11 (1845–1850) Sida: 78
14. ↑  Skärkind (E) AI:12 (1850–1855) Sida: 96
15. ↑  Skärkind (E) AI:13 (1856–1860) Sida: 103
16. ↑  Skärkind (E) CI:4 (1830–1860) Sida: 191
17. ↑  Skärkinds häradsrätt (E) FII:16 (1858–1861) Sida: 661–669
18. 1 2  Bankekind (E) BI:1 (1769–1833) Sida: 124, 145, 175, 227
19. ↑  Bankekind (E) C:5 (1797-1852) Sida: 70, 80, 97, 120
20. ↑  Ödeshög (E) C:3 (1817-1846) Sida: 362
21. ↑  Rogslösa (E) C:3 (1726-1783) Sida: 187
22. ↑  Mogata (E) C:3 (1834-1860) Sida: 313
23. ↑  Sten-Åke Carlsson & Tore Johansson, red (1990). Inventarium över svenska orglar: 1989:II, Linköpings stift, Visby stift. Tostared: Förlag Svenska orglar. Libris 4108784